# Vickers Type 253
Le Vickers Type 253 est un avion militaire britannique des années 1930 construit par la société Vickers mais demeuré sans suite.

## Historique
C'est en 1931 que l'Air Ministry émit la Specification 4/31 relative à un bombardier léger diurne afin de remplacer les Westland Wapiti alors en service dans la Royal Air Force. Plusieurs avionneurs répondirent à l'appel avec des programmes aussi différents les uns que les autres : Armstrong Whitworth AW.19, Blackburn B.7, Fairey G4.31, Handley Page HP 47, Hawker PV 4 Parnall 4/31, Vickers Type 253, et Westland PV 7.
Le Vickers Type 253 fit partie des avions qui furent essayés en vol durant le programme. En fait seuls les Hawker PV 4 et Parnall 4/31 furent rejetés directement après leurs vols inauguraux. Les ingénieurs de Vickers fondaient alors de grands espoirs dans le Type 253, le plus gros biplan monomoteur alors en développement dans les ateliers du constructeur.
La décision finale tomba en février 1935 avec la commande par la RAF de cent cinquante exemplaires du Vickers Type 253. Rapidement les ateliers se mirent en cadence pour assembler ces exemplaires de série. Cependant en juin de cette même année le programme de remplacement du Wapiti fut abandonné par l'Air Ministry et la commande des Vickers Type 253 annulée. 
En effet entretemps le monoplan Vickers Type 290 avait volé pour le compte de la Specification 22/35, rendant obsolète le Type 253. Toutes les machines de série en cours d'assemblage furent immédiatement stoppées et envoyées à la ferraille.
Le prototype de l'avion quant à lui servit encore jusqu'en 1940 comme banc d'essais volant puis statique pour le compte du constructeur. Son sort final est inconnu.

## Aspects techniques
Le Vickers Type 253 se présentait sous la forme d'un avion monomoteur de construction mixte en bois entoilé et métal. Sa voilure avait les caractéristiques d'un biplan dit sesquiplan dont la partie centrale de l'aile supérieure disposait d'une flèche inversée. Cette particularité était notablement rare pour l'époque. La propulsion de l'avion était assurée par un moteur en étoile Bristol Pegasus Type III Mk.3 d'une puissance de 690 chevaux entraînant une hélice bipale en métal. En outre ce biplan possédait un train d'atterrissage classique fixe dont les jambes étaient partiellement carénées. L'équipage composé d'un pilote et d'un copilote installés en tandem dans un cockpit dont la partie avant était vitrée et fermée.
L'armement se composait de deux mitrailleuses de calibre 7,7 mm et d'une charge de bombes de 750 kg installée sous les ailes et le fuselage.